# 솔라 엔터테인먼트 코퍼레이션
솔라 엔터테인먼트 코퍼레이션(영어: Solar Entertainment Corporation)는 필리핀의 방송사이다.